# Truchseß von Henneberg

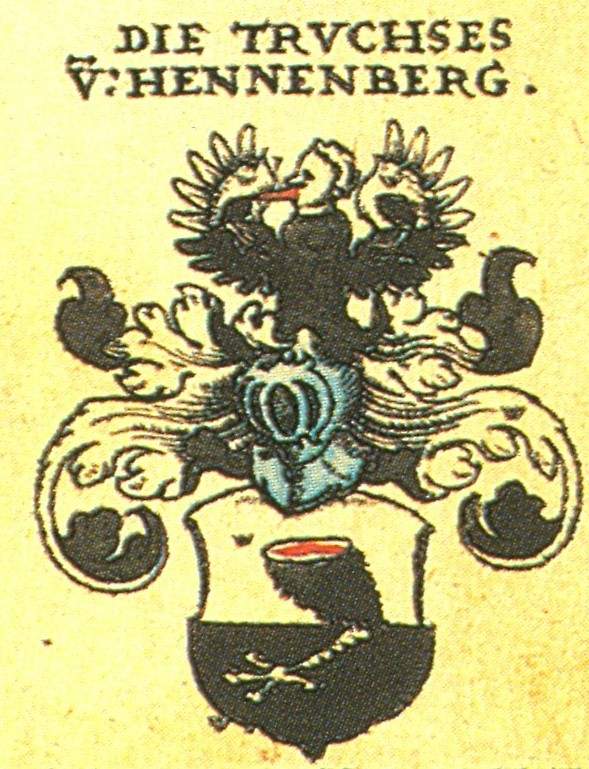
Wappen der Familie Truchseß von Henneberg nach Siebmachers Wappenbuch

Die Familie Truchseß von Henneberg ist ein altes thüringisch-fränkisches Adelsgeschlecht, hervorgegangen aus der Familie von der Kere.

## Ursprung
Der Name Truchseß von Henneberg leitet sich von dem Hofamt Truchseß ab, das die Familie von der Kere (auch: von der Keer) für die Grafen von Henneberg ausgeübt hat. Diese Linie der Familie von der Kere nannte sich daraufhin nach diesem Amt. Die Familie Truchseß von Henneberg befand sich anschließend in den Diensten des Hochstiftes Würzburg. Sie stellte unter anderem Amtmänner und Würzburger Domherren und war im Ritterkanton Baunach immatrikuliert.

## Verbreitung
Einhausen (Thüringen), Frankenwinheim. Eine Genealogie der Familie findet sich in den Genealogischen Tabellen von Johann Gottfried Biedermann (Kanton Baunach, ab Tafel CCLXII).

## Persönlichkeiten
- Georg Truchseß von Henneberg: Abt im Kloster Banz[1]
- Sigmund Truchseß von Henneberg (* 1558): Domherr und Statthalter des Würzburger Fürstbischofs Melchior Zobel von Giebelstadt[2]
- Valentin Truchseß von Henneberg: Kantor im Bistum Würzburg 1552[3]

## Wappen
Bei Siebmacher ist der Wappenschild geteilt von Silber und Schwarz. Während im unteren Teil des Wappens die Vogelkrallen zu sehen sind, schließt im oberen Teil der schwarz gefiederte Beinansatz an, der in einem blutig roten Stumpf endet. Die Helmzier enthält einen Männerrumpf mit wie der Schild geteilten und belegten Flügeln an Stelle von Armen und einem roten Schnabel im Gesicht anstelle des Mundes.